# Juan Pons
Juan Pons (né à Ciutadella (Minorque) en Espagne le 8 août 1946) est un baryton espagnol.

## Biographie
Il fait ses débuts nationaux au Liceu de Barcelone en 1978 dans le rôle de Germont dans La Traviata de Giuseppe Verdi, puis ses débuts internationaux à la Scala de Milan en 1980 dans le rôle de Falstaff du même Verdi, depuis il  chante sur les grandes scènes internationales.
En 2013, il reçoit la Médaille d'or du mérite des beaux-arts par le Ministère de l'Éducation, de la Culture et des Sports.

## Principaux rôles
- septembre 2007-avril 2008 : Scarpia dans Tosca dirigée par Nello Santi à Zurich.
- septembre-novembre 2007 : Amonasro dans Aïda, dirigé par  Kazushi Ōno au Metropolitan Opera de New York.
- mars-avril 2008 : Michele dans Il tabarro de Giacomo Puccini dirigé par Riccardo Chailly à la Scala de Milan.
- En septembre-octobre 2008: il interprète le rôle-titre dans Rigoletto de Verdi dirigé par Daniel Oren à l'Opéra Bastille à Paris dans une mise en scène de Jérôme Savary. Il chante aux côtés de Ekaterina Siurina (Gilda), Stefano Secco (Le duc de Mantoue), Kristinn Sigmundsson (Sprafucile) ...